# Гильом из Конша
Гильом из Конша, известен также как Гильом Конхезий, Гильом Коншский, Вильгельм из Конша, Вильгельм Коншский, (фр. Guillaume de Conches; около 1080 года — около 1154 года) — средневековый философ, грамматист и богослов.
Родом из город Конш-ан-Уша (Нормандия). Обучался свободным искусствам в Шартре. Является представителем Шартрской школы философии. Читал лекции по философии в Париже, отстаивая право свободного мышления. Из его учеников известен Иоанн Солсберийский.

## Взгляды
Богословские взгляды Гильома подвергались критике, в том числе со стороны Бернарда Клервосского. Гильом полагал, что платоновская философия как учение о явленном и не явленном при правильном истолковании не вступает в противоречие с христианской верой. Вера в божественное могущество не подразумевает, что Бог совершает какие-либо действия, не понятные разуму; в связи с этим методы богословия согласуются с философскими принципами. Мировая душа, описанная в платоновском «Тимее», есть то же, что и Святой Дух, утверждает философ в своём труде «De philosophia mundi». Позже Гильом отказался от этого своего утверждения, желая оставаться христианином, а не быть членом Академии.
В основе мировоззрение Гильома лежит натурализм в его средневековом понимании: мир создан Богом, но затем развивался на основе своих собственных законов, понять которые под силу человеческому разуму. В основе мироздания, согласно Гильому, заложены в качестве первичных элементов неощутимые и «понимаемые лишь через дробление разумом» атомы, которые не являются вечными. Различные сочетания атомов образуют четыре элемента: землю, воздух, воду и огонь. Гильом отвергал учение Аристотеля о пятом элементе, но принимал его доказательство сферичности Земли.

## Сочинения
Главные сочинения: «Magna de naturis philosophia» (оно же — «De philosophia mundi») — в духе Платона; «Dragmaticon philosophiae» (оно же — «Dialogus de substantiis physicis»); «Philosophicarum et astronomicarum institutionum libri tres»; «Glosae super Boethium»; «Glosae super Platonem». В рукописи остались его «Secunda philosophia» и «Tertia philosophia»; отрывки из них приводятся в «Mélanges» В. Кузеном.